# アモルファス変圧器
アモルファス変圧器（アモルファスへんあつき）は、鉄芯に従来の珪素鋼板に代わりアモルファス金属を用いた変圧器。無負荷時の鉄損が少ないため、近年採用が増えつつある。
従来の珪素鋼板を使用する変圧器と比較して損失は少ないものの、大きく、重く、騒音がやや大きいという欠点も併せ持つ。